# 公立相馬総合病院
公立相馬総合病院（こうりつそうまそうごうびょういん）は、福島県相馬市にある公立病院である。
1970年（昭和45年）10月1日に公立相馬病院として開院し、現在は浜通りの最北端に位置する相馬郡新地町と相馬市で構成する相馬方部衛生組合が運営している。福島県北東部、宮城県南部から患者が集まる地域中核病院として、20以上の標榜診療科があり、地域医療及び被災地医療に貢献している。また、厚生労働省の臨床研修指定病院及び相馬看護専門学校の実習施設として、医療従事者の教育機関になっている。
公立相馬総合病院は、福島第一原子力発電所から北に約40kmしか離れていないものの、2011年（平成23年）の東日本大震災及び福島第一原子力発電所事故直後の混乱期においても中断することなく、地域中核病院として浜通り北部（相双地方）において診療を継続した唯一の病院として知られる。震災により南相馬市などの近隣医療機関が閉鎖された結果、相馬市と相馬郡新地町だけでなく浜通り全域から患者が殺到し、食料、医薬品、医療ガス、衛生材料などが一時的に不足する事態が生じた 。

## 交通アクセス
- 常磐線相馬駅よりタクシーで5分・徒歩10分
- 福島交通「公立相馬病院」バス停下車すぐ
- 国道6号沿い

## 概要
- 病院長：佐藤　雅彦
- 敷地面積：18,250.52平方メートル
- 構造：鉄筋コンクリート造 地下1階、地上3階、塔屋2階
- 許可病床数：240床
- 入院基本料：10対1
- 備考：集中治療室（ICU）、冠動脈疾患集中治療室（CCU）、新生児特定集中治療室（NICU）を完備している。

## 沿革と現状
公立相馬総合病院は1970年（昭和45年）に相馬郡新地町と相馬市の一部事務組合によって「公立相馬病院」として開設された。相双地方の基幹病院として、1988年（昭和63年）に「公立相馬総合病院」と改称された。2011年（平成23年）に東日本大震災及び福島第一原子力発電所事故により被災したが、現在まで診療を継続している。震災以降も、南相馬市立総合病院などの近隣医療機関に泌尿器科医、消化器内科医、小児科医などを派遣し、被災地医療の中核を担ってきた。
2012年（平成24年）に臨床研修指定病院に認定されて以降、福島県立医科大学附属病院、東北大学病院、横浜市立大学附属病院、横浜市立大学附属市民総合医療センターなどと連携し、地域医療及び被災地医療に特化した臨床研修プログラムを運用している。2014年（平成26年）4月に初めての臨床研修医が着任後、2014年度、2015年度の医師臨床研修マッチングにてフルマッチングを達成した。
日本医師会総合政策研究機構によると、相双地方には東日本大震災以前から深刻な医療従事者不足があった。人口10万人当たりの医師数は全国平均123人に比べて半数以下の61人にすぎず、看護師数も全国平均659人に比べてわずか259人であった。この数値は震災後さらに低下し、現在、公立相馬総合病院でも医療従事者不足の問題を抱えている。

## 診療科目
- 内科（一般内科、消化器科、循環器科、呼吸器科、糖尿病、リウマチ、腎臓・内分泌内科、糖尿病内科）
- 整形外科
- 泌尿器科
- 産婦人科
- 小児科
- 外科（一般外科、心臓血管外科、脳神経外科、形成外科）
- 眼科
- 皮膚科
- 耳鼻咽喉科
- 放射線科
- リハビリテーション科

## 平日夜間救急支援プラン
相馬郡医師会相馬支部の協力のもと、公立相馬総合病院では2006年（平成18年）6月から「平日夜間救急支援プラン」が行われている。救急受診患者の多い平日夜間（19時〜22時）、病院内に設置された「平日夜間救急室」に医師会所属医師が交代で派遣され、患者の診療を手伝っている。